# فورتینگال
فورتینگال (به انگلیسی: Fortingall) یک روستا در بریتانیا است که در پرت و کینروس واقع شده‌است.